# Eleonora Albrecht
Eleonora Albrecht, nota anche con lo pseudonimo di Oara (Roma, 18 novembre 1985), è un'attrice, modella, cantante e regista italiana.

## Biografia
Nata a Roma, ha iniziato la sua carriera di modella a 14 anni tra Roma, Milano, Londra e New York, dopo aver partecipato al concorso Elite Model Look. Cresciuta in un ambiente artistico, frequenta sin dalla nascita il mondo della danza essendo figlia di Stefania Minardo.
Dopo un iniziale interesse per lo stilismo, frequentando a Parigi l'accademia l’École de la chambre syndicale de la couture parisienne (adesso chiamato Institut Français de la Mode), ha poi proseguito con gli studi di recitazione e cinema a Parigi (Le Cours Florent), Roma e Los Angeles alla scuola di Lee Strasberg, The Lee Strasberg Institute. Durante gli studi, ha continuato a lavorare come modella, collaborando anche con l'artista Vanessa Beecroft nelle performance VB52 tenutasi al Castello di Rivoli (2003) e VB56, creata per LVMH e Louis Vuitton ed esibita sugli Champs-Elysees e al Petit Palais a Parigi (2005).
Come attrice ha preso parte a vari film per il cinema e serie televisive. Nel 2013 ha vinto il premio Golden Graal Astro nascente cinema. È la protagonista femminile dell'ultimo film diretto dal maestro Enzo G. Castellari girato ai Caraibi. Ha lavorato con vari registi importanti come Francesca Comencini e Eugenio Cappuccio.
In televisione ha lavorato a fianco di Caterina Balivo nel programma Detto fatto in onda su Rai 2.
Come regista, ha diretto alcuni video art ("Black Coffe Girl" è stato presentato in mostra al Chiostro del Bramante) e cortometraggi presentati in festival cinematografici internazionali ottenendo vari riconoscimenti, tra cui "Madame & Monsieur" in cui ha diretto gli attori Barbara Bouchet, Andrea Roncato e Flavio Parenti.
Nell'estate del 2022 debutta come cantante, usando lo pseudonimo di Oara, con il singolo Sono in vacanza, una canzone pop dance di cui ha curato anche il testo. La canzone viene anche registrata nella versione in francese ed è stata distribuita nelle radio nazionali tramite l'etichetta Bang Record.
A gennaio del 2023 Oara pubblica il suo secondo singolo, Un bacio blu, di cui ha curato il testo mentre il videoclip è diretto da Flavio Parenti.
Nell'estate del 2023 viene pubblicato il terzo singolo, sempre in stile pop dance, dal titolo Je danse, con distribuzione radiofonica e streaming del singolo e del videoclip.

## Vita privata
È legata sentimentalmente dal 2009 all'attore e regista Flavio Parenti. La coppia ha una figlia.

## Filmografia

### Cinema

#### Attrice
- Caribbean Basterds (Caraibi & bastardi), regia di Enzo G. Castellari (2009)
- Un altro mondo, regia di Silvio Muccino (2010)
- Se sei così ti dico sì, regia di Eugenio Cappuccio (2011)
- Un giorno speciale, regia di Francesca Comencini (2012)
- Troppo napoletano, regia di Gianluca Ansanelli (2016)
- Uno di famiglia, regia di Alessio Maria Federici (2018)

#### Regista
- Le idee di Berenice – cortometraggio (2012)
- Madame & Monsieur – cortometraggio (2015)
- Je danse - videoclip musicale (2023)

### Televisione
- R.I.S. - Delitti imperfetti – serie TV (2009)
- Ho sposato uno sbirro – serie TV (2010)
- I liceali – serie TV  (2011)
- Il segreto dell'acqua – serie TV(2011)
- Don Matteo – serie TV (2011)
- Provaci ancora prof! – serie TV (2012)
- Che Dio ci aiuti – serie TV (2013)
- Non dirlo al mio capo – serie TV (2016)
- Signora Volpe - serie TV, episodio 1x01 (2022)
- Eine billion dollar – serie TV (2023)

## Programmi televisivi
- Detto fatto (2015-2017)

## Discografia
- 2022 - Sono in vacanza
- 2023 - Un bacio blu
- 2023 - Je danse

## Riconoscimenti
- Premio Golden Graal Astro Nascente Cinema (2013)
- Premio Prestige per le Arti (2018)